# Arturo Conti
Arturo Conti (Livorno, 2 agosto 1823 – Livorno, 27 novembre 1900) è stato un architetto italiano.
Proveniente da una ricca famiglia di industriali, studiò a Pisa, per poi seguire i corsi dell'Accademia di belle arti di Firenze con Mariano Falcini.
Prese parte ai moti risorgimentali del 1849 e del 1859, mentre nel 1861 ottenne il primo posto al concorso internazionale per il nuovo museo archeologico di Atene.
Nel 1874 fu nominato cavaliere della Corona d'Italia; in seguito divenne socio corrispondente del Collegio dei professori delle accademie di Firenze e Bologna.
Tra il 1867 e il 1872 fu membro delle commissioni tecniche per definire l'ubicazione dei magazzini generali del porto di Livorno.
Nel 1883 partecipò al concorso per la realizzazione del Monumento nazionale a Vittorio Emanuele II di Roma, classificandosi tra i migliori e vincendo la medaglia d'argento.
A Livorno lavorò al Cimitero della Misericordia (cappelle Aloisi e Bacci), edificò la facciata neorinascimentale della chiesa di Santa Barbara (ultimata nel 1871 e lodata da Emilio De Fabris), disegnò il basamento del monumento a Cavour sull'omonima piazza e il basamento e la cancellata del monumento equestre a Vittorio Emanuele II di Augusto Rivalta. Ad Arturo Conti è stato attribuito è l'ampliamento del Palazzo di Giustizia con l'aggiunta della Corte d'assise.
A Fauglia lavorò al palazzo comunale, progettò la ricostruzione dopo il terremoto della chiesa di San Lorenzo e realizzò altre opere minori.
Fu autore anche di un saggio sul Duomo di Firenze ed in particolare sulla figura di Francesco Talenti.
Cessò la propria attività nel 1897 a causa di un problema alla vista.